# Kodeks karzący Królestwa Polskiego
Kodeks karzący Królestwa Polskiego – polski kodeks karny obowiązujący w Królestwie Polskim w latach 1818–1847; w 1847 w jego miejsce wprowadzono rosyjski Kodeks kar głównych i poprawczych.
Uchwalony przez Sejm 16 kwietnia 1818 r. zatwierdzony przez Aleksandra I 26 kwietnia, ogłoszony 20 lipca liczył 588 artykułów, zgrupowanych w trzech księgach: I – o zbrodniach, II – o występkach, III – o przewinieniach policyjnych, poprzedzonych „wstępem ogólnym” (15 art.). Wstęp zawierał przepisy dotyczące pojęcia przestępstwa, podziału przestępstw, rodzajów kar, terytorialnego i personalnego obowiązywania ustawy karnej. Oprócz tego każda z ksiąg miała wyodrębnioną część ogólną i  szczególną.
Najważniejsze cechy:
- Kodeks epoki przejściowej - pozostałości feudalne (idea kar odwetu, ochrona własności ziemskiej, zasada talionu - za fałszywe zeznanie, na podstawie którego nastąpiło skazanie, fałszywym świadkom groziła taka sama kara jaką poniósł niewinnie skazany) i elementy nowoczesne.
- Podział na 3 księgi (na wzór trójpodziału przestępstw według francuskich wzorców z Księstwa Warszawskiego).
- Poprawna redakcja, unikanie kazuistyki, z nawiązywaniem do staropolskiego języka prawniczego, co dało w efekcie jasny i żywy styl przepisów.
- Formalna definicja przestępstwa (nullum crimen sine lege) - karane działanie (gdy zakazane) i zaniechanie (gdy nakazane).
- Dopuszczenie stosowanie analogii w ograniczonym zakresie (występki i przestępstwa policyjne).
- Trójpodział przestępstw w oparciu o kryterium kary: a) przestępstwa (kary główne); b) występki (kary poprawcze); c) przewinienia policyjne (kary policyjne).
- Nowoczesna konstrukcja winy: wina umyślna (zły zamiar bezpośredni i pośredni); wina nieumyślna (lekkomyślność, niedbalstwo).
- Okoliczności uchylające zły zamiar: 1. stała niepoczytalność sprawcy, 2. przejściowa choroba psychiczna, 3. przejściowe zakłócenie czynności psychicznych, 4. upojenie alkoholowe, 5. przymus fizyczny, 6. błąd co do prawa.
- Zasada nulla poena sine lege. Z dopuszczalnym złagodzeniem i zaostrzeniem kar.
- Kary główne – kara śmierci, dożywotniego więzienia warownego, czasowego więzienia warownego od 10 do 20 lat oraz więzienia ciężkiego od 3 do 10 lat; kary poprawcze – dom poprawy od 8 dni do 3 lat, areszt publiczny od 8 dni do 3 lat, kary cielesne od 16 do 120 razów i kary grzywny; kary policyjne: kary pieniężne, areszt policyjny i areszt domowy do 8 dni, kary cielesne do 16 razów
- Rozbudowany system pozbawienia wolności (zaostrzone pręgierzem, piętnowaniem, przykuciem na łańcuchu, o chlebie i wodzie).
- Kara śmierci: powieszenie lub ścięcie. Kara chłosty. Kary dodatkowe: przymusowe roboty w i na zewnątrz więzienia. Po 1831 roku dodano konfiskaty, zesłania.